# 2008 في فنلندا
فيما يلي قوائم الأحداث التي وقعت خلال عام 2008 في فنلندا.

## أحداث
- 23 سبتمبر – مذبحة كاوهاجوكي

## سياسة

### تعيين في المنصب
- 4 أبريل – ألكسندر ستوب وزير الخارجية [الإنجليزية]‏.

## وفيات

### أغسطس
- 24 أغسطس – ريتا إيمونن (مواليد 1918) مصممة أزياء فنلندية.[1]

### أكتوبر
- 6 أكتوبر – بآفو هآفيكو (مواليد 1931)[2]